# 戦時国際法
戦時国際法（せんじこくさいほう、英語: law of war）は、戦争状態においてもあらゆる軍事組織が遵守するべき国際法である。戦争法、戦時法とも言う。ここでは戦時国際法という用語を用いる。戦時国際法は、戦時のみに適用されるわけではなく、宣戦布告されていない状態での軍事衝突であっても、あらゆる軍事組織に対し適用されるものである。

## 概説
17世紀のヴェストファーレン条約から始まる戦時国際法においてはユス・アド・ベルム (jus ad bellum)「軍事的必要性」とユス・イン・ベロ(jus in bello)「人道性」の原則、法的基盤がある。軍事的必要性とは敵を撃滅するために必要な戦闘行動などの軍事的措置を正当化する原則であり、人道性とは適切な軍事活動には不必要な措置を禁止する原則である。
国際紛争においてはユス・アド・ベルムとユス・イン・ベロの双方を遵守することが求められている。つまり正当性が無い相手だからと何をやってもいい訳ではないし、正当性があるからと何をやってもいい訳ではない。
ユス・アド・ベルムは戦争を正当なものと不当なものに区別し、正当なもののみを合法とするもので、正戦論（正しい戦争論）とも呼ばれた。しかし主権国家間において、国家の上位に存在する機関がない以上、紛争当事国が正当性を主張する限り、戦争はいずれにとっても正当とならざるを得ない。そこで18世紀になると、戦争の正否を問わない「無差別戦争観」という考えが登場した。19世紀においては、国際法学は戦争の開始から終了までの手続き、戦闘の手段・方法等の規制にあるとされ、戦争の正当原因の研究・規律は国際法学の対象外との見解もあったが、20世紀になり第一次世界大戦後の戦争違法化の流れのなかで国際連盟が設立され、その後第二次世界大戦の勃発を防げなかった国際連盟の様々な反省を踏まえ国際連合が設立されると、そこで合法かどうか判断されることとなった。
ユス・イン・ベロは、戦闘における非人道的な行為の被害を最小化するために受け入れられており、近年では「国際人道法」として再構成されている。
内容は非常に幅広く、第1に戦時国際法が適用される状況についての規則、第2に交戦当事国間の戦闘方法を規律する規則、第3に戦争による犠牲者を保護する規則、第4に戦時国際法の履行を確保する規則、で主に構成される。具体的には開戦・終戦、交戦者資格、捕虜条約の適用、許容される諜報活動、害敵手段の禁止・制限、死傷者の収容・保護、病院地帯、非武装地帯などについて定めている。ハーグ陸戦の法規慣例に関する条約、ジュネーヴ条約などが有名である。

## 適用対象
戦時国際法は戦時における国際法であるため、まず時間的な適用の範囲が規定されることとなる。つまり適用開始の要件と終了の要件である。現在の戦時国際法は武力紛争の存在を適用開始の要件としており、宣戦布告の有無や戦争状態の認定を問わない。
さらに戦時国際法の適用を終了する要件としては紛争当事国の軍事行動の終了時、または占領の終了時である。また適用対象となるのは紛争当事国である。また武力紛争を類型された上で適用される。これには国際的武力紛争と非国際的武力紛争がある。非国際的武力紛争においては国内法の維持と非国際的武力紛争の適用という矛盾がしばしば発生する。
もし非国際的武力紛争の要件が満たせば犠牲者の保護が義務付けられ、さらに指揮系統の存在、反徒の組織性、軍事行動の時間的継続性と事実上の領域支配、という要件を満たすことができれば文民保護などの交戦法規が義務付けられる。

## 軍事的必要性
ユス・アド・ベルム(jus ad bellum)と呼ばれる概念で、国際連合憲章および慣習国際法によって定められている。
国連憲章第2条では自衛の名のもとの戦争も含め、いかなる武力による威嚇と武力の行使を禁止している。
もし威嚇や武力行使をする国が出た場合には、安全保障理事会が国連憲章などに基づいてその行為が合法かどうか判断する。
違法と判断されれば、まず勧告を行い、続いて国連加盟国で武力以外の制裁を加え、最終的には国連軍による武力制裁を加えることとなる(同39条)。
これが集団安全保障と呼ばれる仕組みである(同42条)。
ただし集団安全保障が機能しない場合や安保理による判断が間に合わない場合にのみ、反撃する権利を自衛権として認めている。
自国のみで反撃するのが個別的自衛権、他国とともに反撃するのが集団的自衛権と呼ばれる。
また自衛権の行使には安保理への報告義務と、同42条発動までの間にのみ認められるという制限がついている(同51条)。
なお、下記の節からの戦闘中における行動の規制は、全て人道性に基づく概念でユス・イン・ベロ(jus in bello)に該当する。

## 交戦法規

### 陸戦法規
陸戦法規は陸上作戦における武力行使についての規則であり、現代では主に1977年に署名されたジュネーヴ諸条約第一追加議定書によって規定される。その内容は主に攻撃目標の選定と攻撃実行の規則であり、従来の戦闘教義にも変化を促した。
攻撃目標の選定の原則は、攻撃を行う目標をどのように選定するのかについての原則である。まず攻撃目標は敵の戦闘員か軍事目標に定められる。戦闘員とは紛争当事国の軍隊を構成している兵員であり、陸戦法規における軍事目標とは野戦陣地、軍事基地、兵器、軍需物資などの物的目標である。また攻撃目標として禁止されているものは、降伏者、捕獲者、負傷者、病者、難船者、軍隊の衛生要員、宗教要員、文民、民間防衛団員などの非戦闘員と、衛生部隊や病院などの医療関係施設、医療目的の車両および航空機、教育施設、歴史的建築物、宗教施設、食料生産設備、堤防、火力や水力、原子力の発電所などの軍事目標以外の民用物である。
攻撃実行においては主に3つの規則が存在する。第1に軍人と文民、軍事目標と民用物を区別せずに行う無差別攻撃の禁止を定めている。これによって第二次世界大戦において見られた住宅地や文教施設、宗教施設を含む都市圏に対する戦略爆撃は違法化されている。第2に文民と民用物への被害を最小化することである。軍事作戦においては文民や民用物が巻き添えになることは不可避であるが、攻撃実行にあたっては、その巻き添えが最小限になるように努力し、攻撃によって得られる軍事的利益と巻き添えとなる被害の比例性原則に基づいて行われなければならない。第3に同一の軍事的利益が得られる2つの攻撃目標がある場合、文民と民用物の被害が少ないと考えられるものを選択しなければならない。

### 海戦法規
海戦法規（海戦法、海上作戦法規）は海上での武力紛争に適用される戦時国際法である。海戦法規は海上での軍事目標、武力紛争における臨検・拿捕、機雷使用などについて定めたものである。海戦法規は陸戦法規とは異なり、その大部分が19世紀までの慣習国際法に基づいたものである。ただし海上戦力の多様化や新しい海洋法や環境法の成立があったことで、人道法国際研究所は海上武力紛争法サンレモ・マニュアルを完成させ、海戦法規の普及と、将来の条約化に貢献している。
海戦における軍事目標の規定は慣習国際法によって構成される。軍事目標として識別される敵国の船舶はまず海軍に所属した軍艦と補助船舶であり、これに対しては攻撃または拿捕することが可能である。また商船も直接攻撃や機雷敷設などの敵国の戦争行為に従事している、または敵軍の補助を行っているならば軍事目標である。また軍事物資の輸送作戦の従事などの戦争遂行努力に組み込まれた敵国商船も軍事目標となる。ただし敵国の船舶であっても、病院船や沿岸救助用小型艇、などの非軍事的な任務を担う船舶は特別の保護を受けているために攻撃・拿捕が免除されている。
中立国軍艦および軍用機は公海及び排他的経済水域から成る国際水域においては自由に航行・飛行・訓練・情報収集などを行う権利を有する。中立国の軍艦や軍用機に対して攻撃することは、中立国に対する武力攻撃であり、中立国は自衛権を行使することが出来る。過失であっても攻撃した国家は国家責任を負うことになり、謝罪・賠償・責任者処罰・再発防止措置などが求められる。

### 空戦法規
空戦法規（空戦規則、空戦に関する規則案）は航空戦における武力行使について規定したものであり、ワシントン軍縮会議で設置された戦時法規改正委員会において日本、イギリス、オランダ、アメリカ、フランス、イタリアが1923年に署名した報告書で規則が定められたが、当時は将来的な航空機の発展可能性に鑑みて運用が制限されることを回避したために、現在条約として存在しない。しかし、慣習法としてしばしば引用される場合がある。
軍用機は全方位から視認できる軍用の外部標識と単一の国籍記載を有し、軍人が操縦する航空機であり、これだけに交戦権の行使が容認される。非軍用機や民間人は交戦権が認められず、どのような敵対行為も禁止される。空襲は非戦闘員保護の観点から軍事目標、すなわちその破壊が交戦国に明確に軍事的利益をもたらす目標に限定される、などが定められている。

## 背信行為の禁止
戦時国際法において背信行為とは、敵の信頼を裏切る目的を持ちながら敵の信頼を誘う行為であり、禁止されている。背信行為の禁止は中世の騎士道に由来し、慣習国際法として確立され、1907年にはハーグ陸戦条約、1977年にも第1議定書で記された。
その具体的な行為としては、民間人に変装する便衣兵、ゲリラ、赤十字や赤新月旗、塗装などを揚げながらの軍事行動、休戦旗を揚げながら裏切る行為、遭難信号を不正に発信する行為、敵国の軍服や国籍標識の使用行為などが挙げられる。なおこれに則り、鹵獲した戦闘車両や航空機、船舶を軍事利用する場合は、即時に自国標識に変更することが必要である。

## 非戦闘員および降伏者、捕獲者の保護
非戦闘員とは、軍隊に編入されていない人民全体を指し、これを攻撃することは禁止されている。また、軍隊に編入されている者といえども、降伏者、捕獲者に対しては、一定の権利が保障されており、これを無視して危害を加えることは戦争犯罪である。
- まず降伏者および捕獲者は、これを捕虜としてあらゆる暴力、脅迫、侮辱、好奇心から保護されて人道的に取り扱わなければならない。捕虜が質問に対して回答しなければならない事項は自らの氏名、階級、生年月日、認識番号のみである。
- また負傷者、病者、難船者も人道的な取り扱いを受け、可能な限り速やかに医療上の措置を受ける。衛生要員、宗教要員も攻撃の対象ではなく、あらゆる場合に保護を受ける。
- 文民とは、交戦国領域、占領地での 敵国民、中立国の自国政府の保護が得られない者、難民、無国籍者である。全ての文民は人道的に取り扱われる権利があり、女性はあらゆる猥褻行為から保護される。文民を強制的に移送、追放することは禁止されている。

これらは、1949年のジュネーブ諸条約と1977年のジュネーブ条約追加議定書ⅠとⅡにおいて定められている。

## 戦争犯罪の処罰
戦争犯罪とは、軍隊構成員や文民による戦時国際法に違反した行為であり、かつその行為を処罰可能なものを言う。
- 交戦国は敵軍構成員または文民の戦争犯罪を処罰することができる。
- また国家は自国の軍隊構成員と文民の戦争犯罪を処罰する義務を負う。戦争犯罪人には死刑を処すことができるが、刑罰の程度は国内法によって定められる。
- 特に重大な戦争犯罪として考えられるものとしては、非戦闘員への殺害・拷問・非人道的処遇、文民を人質にすること、軍事的必要性を超える無差別な破壊・殺戮など様々に考えられる。

1998年には、戦争犯罪等を裁く常設裁判所として国際刑事裁判所規程が国連の外交会議で採択された。

## 中立国の義務
交戦当事国とそれ以外の第三国との関係を規律する国際法である。中立国は戦争に参加してはならず、また交戦当事国のいずれにも援助を行ってはならず、平等に接しなければならない義務を負う。一般に、次の3種に分類される。
回避の義務（避止義務）
交戦国に対する戦争遂行に寄与する支援（軍隊、軍用航空機、兵器、弾薬等の供与）を慎まなければならない。（陸戦中立条約（1907年）第7条）
防止の義務
中立国は領域が交戦国の軍事目的に利用されることを防止しなければならない。例えば交戦国の軍隊や輸送部隊による中立国領域の通過（陸戦中立条約（1907年)第2条)、交戦国のための戦闘部隊の編制等を武力を用いてでも防止する義務（陸戦中立条約（1907年）第10条）。
黙認の義務
中立国は交戦国が戦時国際法で許容される行動をとったことによる不利益を一定の範囲内で黙認しなければならない。例えば中立国商船に対する戦時禁制品の臨検・拿捕など（パリ宣言(1856年）第2）。この点について外交的保護権を行使することはできない。

### スイスの自衛努力
永世中立国として有名なスイスは、第二次世界大戦においても中立を守った。ただし、中立を守るために相応の努力をしている。スイス軍は領空侵犯に対しては迎撃を行い、連合国側航空機を190機撃墜、枢軸国側航空機を64機撃墜した。スイス側の被害は約200機と推定されている。

## 条約履行の確保
条約を履行しない国家および企業は経済制裁を受ける。

## 条約化された戦時国際法の一覧
多国間で条約化された戦時国際法の一覧。

### ジュネーブ諸条約
1949年8月12日のジュネーブ諸条約
- 戦地にある軍隊の傷者及び病者の状態の改善に関する1949年8月12日のジュネーブ条約（第1ジュネーブ条約）
- 海上にある軍隊の傷者、病者及び難船者の改善に関する1949年8月12日のジュネーブ条約（第2ジュネーブ条約）
- 捕虜の待遇に関する1949年8月12日のジュネーブ条約（第3ジュネーブ条約）
- 戦時における文民の保護に関する1949年8月12日のジュネーブ条約（第4ジュネーブ条約）

### ジュネーブ諸条約の追加議定書
1977年のジュネーブ諸条約の追加議定書
- 1949年8月12日のジュネーヴ諸条約に追加される議定書（第1追加議定書）
- 1949年8月12日のジュネーヴ諸条約に追加される議定書（第2追加議定書）
- 2005年12月8日のジュネーヴ諸条約に追加される議定書（第3追加議定書）

### 児童の権利保護
- 武力紛争における児童の権利保護

### 文化財の保護
- 武力紛争の際の文化財の保護に関する条約

### 戦闘手段に関する条約
- 陸戦ノ法規慣例ニ関スル条約（ハーグ陸戦条約）
- 開戦ノ際ニ於ケル敵ノ商船取扱ニ関スル条約
- 商船ヲ軍艦ニ変更スルコトニ関スル条約
- 自動触発海底水雷ノ敷設に関スル条約
- 戦時海軍力ヲ以テスル砲撃ニ関スル条約
- 海戦ニ於ケル捕獲権行使ノ制限ニ関スル条約

### 武器類の禁止・制限に関する条約
- 対人地雷の使用、貯蔵、生産及び委譲の禁止並びに廃棄に関する条約
- 化学兵器の開発、生産、貯蔵及び使用の禁止並びに廃棄に関する条約
- 過度に傷害を与え又は無差別に効果を及ぼすことがあると認められる通常兵器の使用の禁止又は制限に関する条約
- 過度に傷害を与え又は無差別に効果を及ぼすことがあると認められる通常兵器の使用の禁止又は制限に関する条約に付随する1996年5月3日に改正された地雷、ブービートラップ及び他の類似の装置の使用又は制限に関する議定書
- 環境改変技術の軍事的使用その他の敵対的使用の禁止に関する条約
- 細菌兵器（生物兵器）及び毒素兵器の開発、生産及び貯蔵の禁止並びに廃棄に関する条約
- 窒息性ガス、毒性ガス又はこれらに類するガス及び細菌学的手段の戦争における使用の禁止関する議定書
- 窒息セシムヘキ瓦斯ヲ散布スルヲ唯一ノ目的トスル投射物ノ使用ヲ各自ニ禁止スル宣言書
- 外包硬固ナル弾丸ニシテ其ノ外包中心ノ全部ヲ蓋包セス若ハ其ノ外包ニ截刻ヲ施シタルモノノ如キ人体内ニ入テ容易ニ開展シ又ハ扁平ト為ルヘキ弾丸ノ使用ヲ各自ニ禁止スル宣言書

### 中立等に関する条約
- 開戦に関する条約
- 陸戦ノ場合ニ於ケル中立国及中立人ノ権利義務ニ関スル条約
- 海戦ノ場合ニ於ケル中立国ノ権利義務ニ関スル条約

### 国際組織等に関する条約
- 国際連合憲章
- 国際連合要員及び関連要員の安全に関する条約
- 海洋法に関する国際連合条約